# Campanula scheuchzeri
Campanula scheuchzeri — вид квіткових рослин з родини окружкових (Apiaceae). Ареал: Албанія, Австрія, Болгарія, Франція, Німеччина, Італія, Польща, Сицилія, Іспанія, Швейцарія, Боснія і Герцеговина, Хорватія, Чорногорія, Сербія, Словенія.

## Середовище
Росте в тріщинах скель і на луках над верхньою межею лісу, на кислих і лужних субстратах

## Біоморфологічний опис
Трав'яниста багаторічна рослина 10–30(40) см заввишки, з прямими або висхідними стеблами. Листки чергові; приземні зазвичай широкі і можуть бути серцеподібними біля основи; верхні листки стебла лінійні, жолобчасті, 2–7 см завдовжки і 1–3 мм завширшки, зазвичай війчасті принаймні біля основи. Квітки ростуть китицями по 1–5(7), якщо їх більше, то утворюють більш-менш однобоку китицю. Частки чашечки лінійні, 3–10 мм завдовжки; віночок дзвониковий, темно-синій до синьо-фіолетового, 1.6–2.5 см завдовжки, 2–2.5 см завширшки біля гирла. Плід — коробочка, завдовжки 6–7 мм.